# Momčilo Krajišnik
Momčilo Krajišnik (serbi: Момчило Крајишник)  (Sarajevo, 20 de gener de 1945 - University Clinical Centre of the Republic of Srpska, 15 de setembre de 2020) fou un polític serbi de Bòsnia. Entre 1990 i 1992 va ser president de l'Assemblea Nacional de la República Sèrbia, i entre juny i desembre de 1992, un membre de la Presidència ampliada de la República Sèrbia de Bòsnia. Després de la guerra de Bòsnia es va convertir en el representant dels serbis a la Presidència a tres de Bòsnia i Hercegovina, de 1996 a 1998. El 2006 va ser declarat culpable de crims contra la humanitat durant la guerra de Bòsnia pel Tribunal Penal Internacional per a l'antiga Iugoslàvia (ICTY), i va complir condemna fins al 2013, en què fou alliberat.